# 北城街道 (沈丘县)
北城街道，是中华人民共和国河南省周口市沈丘县下辖的一个乡镇级行政单位。

## 行政区划
北城街道下辖以下地区：
张庄村、大吴庄村、北马庄村、南王庄村、王营村、崔楼村、北范营村、西孙楼村、前寨村、焦柳营村、大辛营村、申庄村、王寨村、高门村、腾营村、苏楼村、小辛营村和郭庄村。